# Irlgraben (Schwarzach)
Der Irlgraben im Gebiet der Kreisstadt Neumarkt in der Oberpfalz im gleichnamigen Landkreis von Bayern ist der linke Quellarm des Rednitz-Zuflusses Schwarzach.

## Geographie

### Verlauf
Der Irlgraben entsteht auf etwa 515 m ü. NHN westlich des Kirchdorfes Rittershof am Nordostabhang des höchsten Tyrolsberg-Gipfels Großberg (573 m ü. NHN), oberhalb einer kleinen Lichtung im Spitalwald. Der Bach fließt durchweg ostsüdöstlich, durchquert am Bergfuß Rittershof, sein Lauf wird zuletzt von der B 299 geschnitten, ehe er am westlichen Siedlungsrand von Neumarkt-Woffenbach zwischen Tyrolsberger Straße im Süden und Rittershofer Straße im Norden mit dem rechten Altweihergraben  auf etwa 425 m ü. NHN zur Schwarzach zusammenfließt.

### Einzugsgebiet
Das etwa  3,3 km² große Einzugsgebiet des Irlgrabens liegt im Vorland der Mittleren Frankenalb und wird durch ihn über die Schwarzach, die Rednitz, die Regnitz, den Main und den Rhein zur Nordsee entwässert. Der höchste Punkt liegt auf dem 573 m ü. NHN hohen Großberg ganz im Westen. Es gehört fast ganz und mit dem gesamten Lauf zum Stadtgebiet von Neumarkt in der Oberpfalz, ausgenommen nur den gewässerlosen schmalen Westrand unterm Gipfelkamm des Tyrolsbergs, der im Gebiet der Gemeinde Berngau liegt.
Im Norden grenzt das Einzugsgebiet des Maierbachs an, der wenig unterhalb von deren Zusammenfluss in die Schwarzach mündet, im Süden das des rechten Schwarzach-Oberlaufs Altweihergraben, während im Westen, jenseits des hydrologisch wichtigsten Wasserscheidenabschnitts über den Tyrolsberg, der Hengersbach über den Möninger Bach zur nahen anderen Schwarzach läuft, deren Wasser über Altmühl und Donau ins Schwarze Meer gelangt.